# زينوساغا إيبيسود 3
زينوساغا إيبيسود 3:آلسو سبراش زاراثوسترا (بالإنجليزية: Xenosaga Episode III: Also Sprach Zarathustra)‏ و (باليابانية: ゼノサーガ エピソードIII［ツァラトゥストラはかく語りき］) هي لعبة فيديو تقمص أدوار تم إنتاجها لأجهزة بلاي ستيشن 2 في سنة 2006، وقد تم تصميمها عن طريق شركة مونوليث سوفت وتم إنتاجها عن طريق شركة نامكو, وهي الجزء الثالث والأخير من السلسلة.

## المواقع الخارجية
- الموقع الرسمي
- الموقع الرسمي